# Gemeine Figur

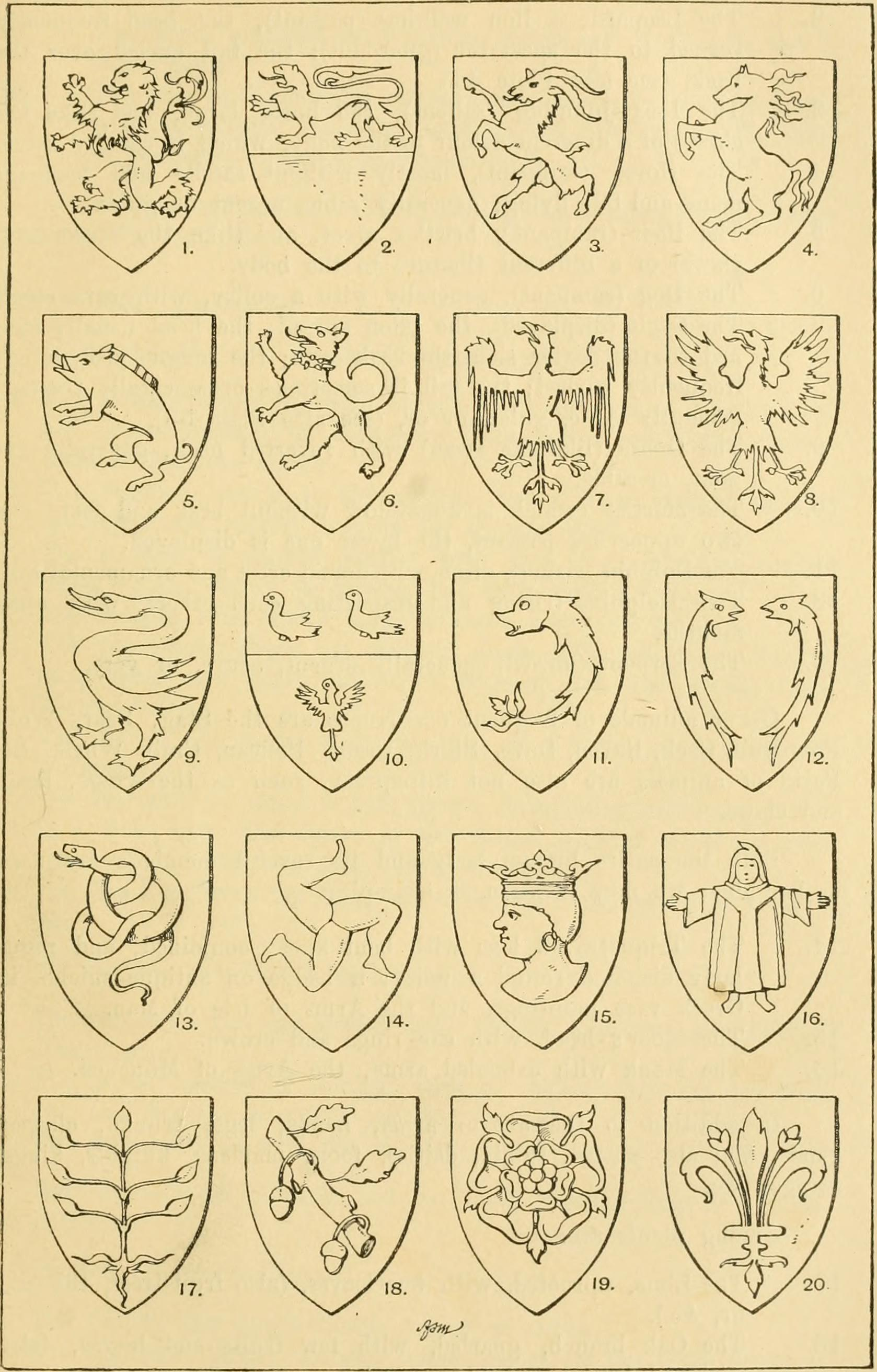
Eine Auswahl häufiger Gemeiner Figuren

Die gemeine Figur ist eine Wappenfigur. Sie ist in der Heraldik ein Darstellungselement zur Gestaltung des Wappenschildes als Bestandteil eines Wappens.
Prinzipiell versteht man unter gemeiner Figur alle visuell „wahrnehmbaren Erscheinungen“ der Realwelt. Sie stehen im Gegensatz zum Heroldsbild, das in einer einfachen geometrischen Aufteilung des Schildes durch Teilungslinien besteht, die den Schild in verschiedenfarbige „Plätze“ aufteilen. Viele Wappenschilde kombinieren Heroldsbilder mit gemeinen Figuren. Gemeine Figuren können in natürlichen Farben dargestellt werden, auch wenn dies vermieden werden sollte. Die heraldischen Regeln schreiben eine möglichst weitreichende Stilisierung bei bestmöglicher Erkennbarkeit des Motivs vor. Grundsätzlich wird der Raum des Schildes oder Feldes so weit wie möglich ausgefüllt, so reicht die heraldische Figur im Schilde nahezu bis zum Schildrand.
Lebende Wesen, die außerhalb des Schildes dargestellt sind, gelten als Schildhalter und sind nicht als gemeine Figuren anzusehen. Als Vorlagen für gemeine Figuren können dienen:

## Menschen

### Menschliche Figuren
Menschliche Figuren umfassen beide Geschlechter und alle Altersstufen, nackt oder bekleidet, oft mit typischer Kleidung (z. B. Ritter, Handwerker, Bischof etc.), als Vertreter verschiedener Ethnien oder Nationen (erkennbar an Stereotypien oder traditioneller Kleidung), häufig der eigenen, aber auch andere (z. B. Mohren, Türken in der ungarischen Heraldik), als Ganz-, Teil- oder Porträtansicht.

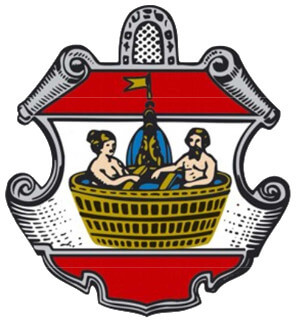
Badende in Baden
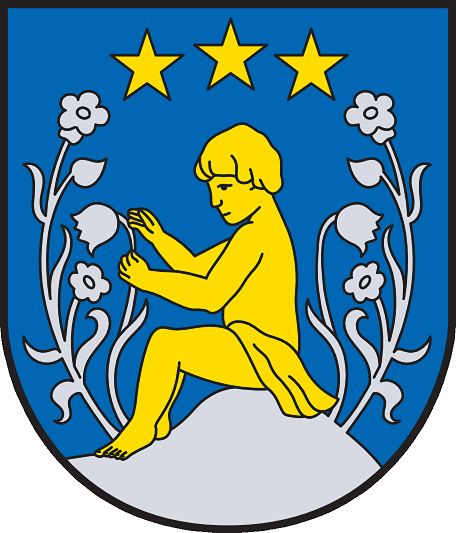
Kind redet in Kindberg
Zwei Frauen stehen in Flöha für dortige Gewässer
Kinder in Gimel VD
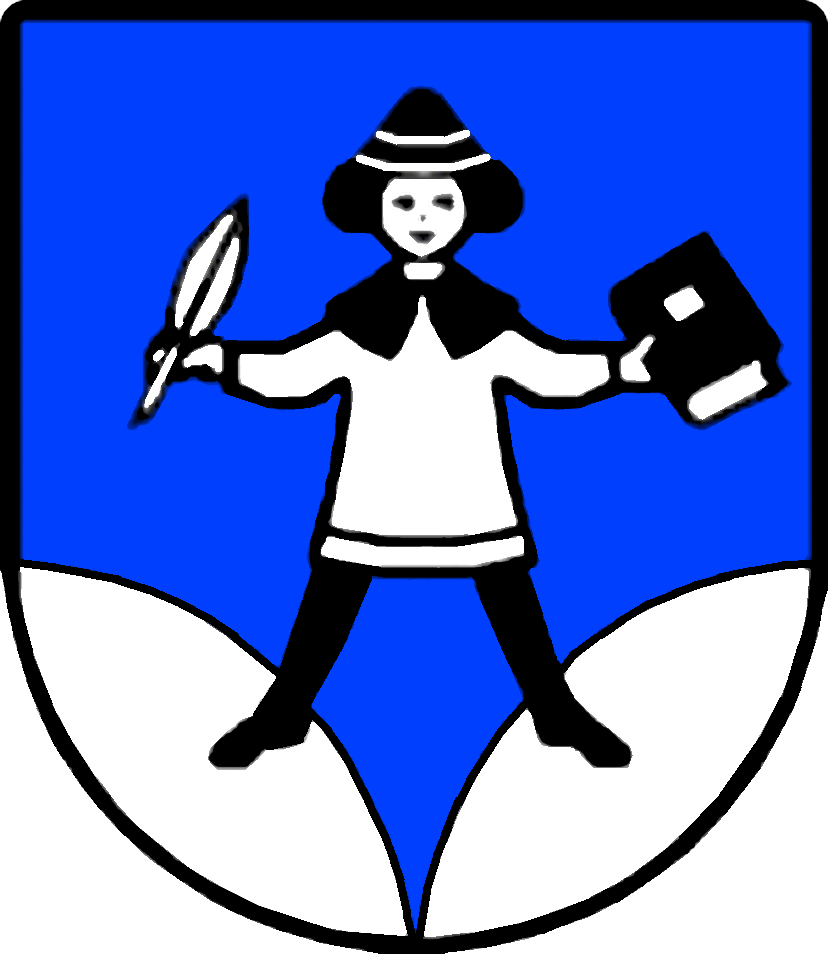
Wattenberg (Tirol) mit 'Schüler'
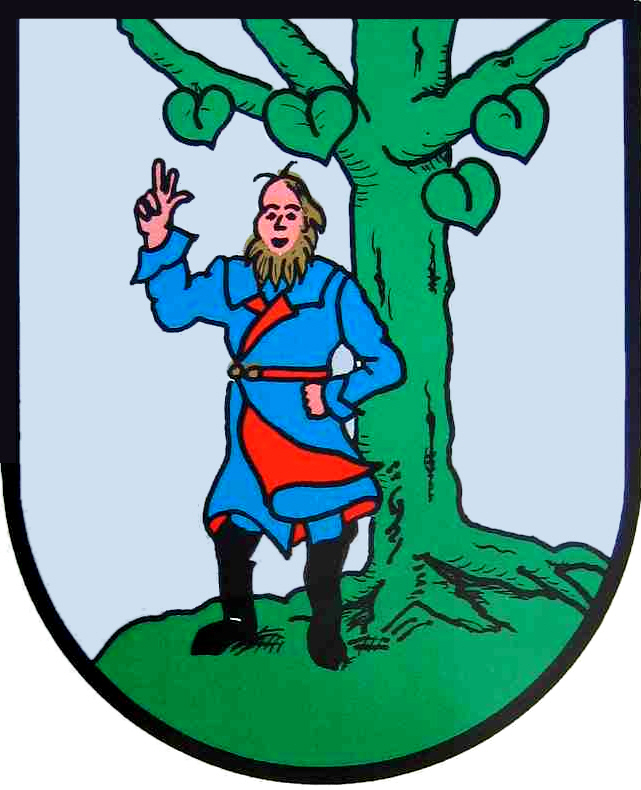
Schwurhand in Groß Ilde
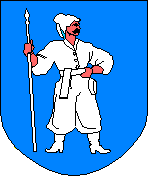
Kosak mit Speer (Uman, Ukraine)
gekrönte Mohrin (Illerkirchberg)
Sieben Schwaben reden in Schwobfeld
Ritter- oder Rolandsfigur in Wanfried
Bauer bei der Saat (Ebensfeld)
Bauer mit Bundschuh-Fahne (Westheim/Mittelfr.)

### Personen
Auch konkret benannte Personen können Wappenfiguren darstellen. Häufig sind dies Heilige mit ihren ikonographischen Attributen (siehe Christliche Symbole in der Heraldik). Gestalten aus der griechischen, römischen oder nordischen Mythologie kommen ebenfalls vor. Beim Wappen von Flöha werden örtliche Flüsse symbolisiert.

Karl Borromäus (Cunter, Graubünden)
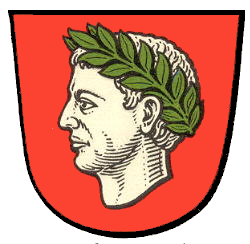
Kaiser Hadrian (Frankfurt-Heddernheim)
Martin von Tours (Rüdesheim an der Nahe)
Heinrich der Löwe (Schwerin)
hl. Barbara (Forst in Baden)
hl. Georg (Waltensburg/Vuorz, Graubünden)
Glückstadt: Fortuna mit Segel
Adam und Eva in Baja (Ungarn)
Hephaistos als Schmied (Elektrostal)
hl. Fridolin von Säckingen (Kanton Glarus)

### Mythologische und Mischfiguren
Hier handelt es sich um Fabelwesen

Drachenschwanzross (Schillingen)
Greif (Greifensee, Kanton Zürich)
Meerfrau (Warschau: Warschauer Seejungfer)
Melusine (Isen, Bayern)
Jungfrauenadler (Mücke, Hessen)
Wassermann (Blindheim, Baden-Württemberg)
Wilder Mann (Klosters-Serneus, Graubünden)
Flügelpferd (Bargen, Kanton Bern)
Zentaur (Halschany, Belarus)
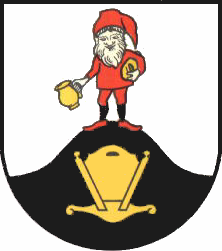
Zwerg (Dalldorf, Niedersachsen)

### Körperteile
Dies sind z. B. Arm, Hand, Bein, auch gepanzert, mit zusätzlichen Gegenständen oder Bekleidungsbestandteilen sowie Herz, Kopf, Knochen oder Schädel. Im weiteren Sinne gehören Tränen oder Blut dazu.

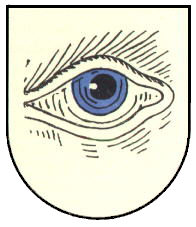
Auge (Au am Rhein, bis 1978)
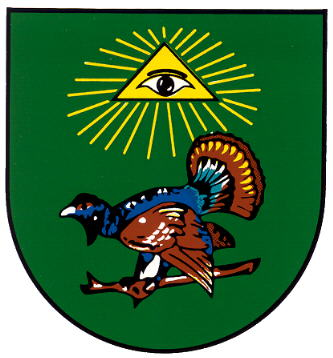
Gottesauge (Auerbach, Erzgebirge)
Drei Beine (Füssen)
Herz (Külsheim-Uissigheim)
Gebeine (Beinwil SO)
Zunge und Heiligenschein des Johannes Nepomuk (Wien-Brigittenau)

### Gesten
Hier drückt eine Hand oder Hände durch ihre Haltung eine spezifische Bedeutung aus, z. B. die erhobene Hand, das Bündnis oder die Schwurhand mit der Handinnenseite zum Betrachter.

Bündnis (Bünde)
Treue Hände (Egg, Kanton Zürich)
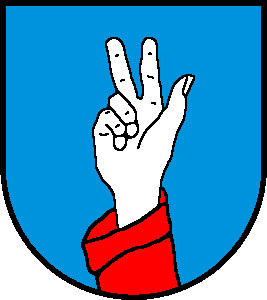
Schwurhand (Gempen, Kanton Solothurn)

## Tiere
Bei der Auswahl der Wappenbilder wurde oft an überlieferte Volkszeichen wie das weiße Sachsenross oder den Schwan und an alte Tierhelme angeknüpft.
- Tiere, hier vor allem Wirbeltiere, am häufigsten Säugetiere (Löwe, Bär H, Biber H, Leopard, Panther, Hirsch H, Hund H, Stier H, gelegentlich der Affe) und Vögel (Adler H, Doppeladler), seltener Fische H, Reptilien meist als Schlangen, sehr selten Wirbellose, etwa Bienen H, Käfer, Muscheln H, beliebt auch mythologische Figuren und Fabelwesen (Einhorn, Meerfrau, Pegasus, Zentaur, Greif, Drache, Basilisk etc.), auch Körperteile von Tieren wie Hirschstangen, Pferdekopf H, Flügel H etc.
- Für das Schaf im Wappen ist die richtige Deutung des Wappenbildes wichtig. Es kann zu Irrtümern führen: Schaf H oder Agnus dei. Agnus Dei oder Gotteslamm ist in der Religion fest verwurzelt, während das einfache Schaf nur für die Haltung und Zucht steht.

### Hörner und Geweihe
Es gibt Wappen mit einem und auch mit mehreren Hörnern, in natürlicher Erscheinungsform, leicht spitz auslaufend und gekrümmt, mit verdickten Anfang („bewurzelt“), bei Hirschen („Rosette“) und Schafen oft kleeblattartig dargestellt. Wird, nach Art der Jagdtrophäen, ein Knochenstück vom Hörneransatz eines Paares abgebildet, wird es „Gehörn (mit Grind)“ genannt. Die Darstellung erfolgt bei Hirschen ganz natürlich mit Enden, bei Schafen, Böcken, Steinböcken als knorrig. Hörner und Geweih im Oberwappen sind durchwegs paarig, in allen Tinkturen und mit allen Ansteckungen (Schmuckteile) verwendet.
Abgeleitet finden sich auch mythisch gehörnte gemeine Figuren, wie Fische mit Geweih, sowie die Hornprodukte, vornehmlich Blas- (Jagd-) und Trinkhorn, die sich durch Schnur und Beschlag vom natürlichen Horn unterscheiden.

ein Rinderhorn (Krasiczyn PL)
zwei Büffelhörner in silber und schwarz
bewurzelte Steinbockhörner
Hirschgeweih
Abwurfstange
gebogene schwarze Hirschstange mit kleeblattartigem Grind
Elchgeweih
Wolf mit Geweih im Maul
Bocksgehörn (Widder, heraldisch abstrahiert)
Gehörn des Widders (natürlich)
aufrecht gestellte neunsprossige Damwildschaufel

### Besondere Wappentierteile
- Adlerfang
- Bärentatze
- Flügel
- Klauenflügel
- Vogelfuß

zwei zusammengewachsene, abgewandte schwarze Einhornrümpfe (Mettmenstetten, Schweiz)
Fisch mit Rentiergeweih (Inari, Finnland)
Fisch mit Flügeln (Itingen, Schweiz)
Phönix (Bechtsrieth, Bayern)
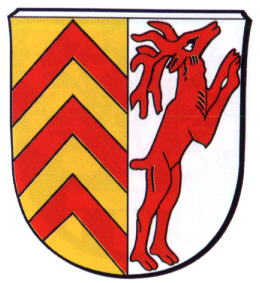
Hischhund (Herbsleben, Thüringen)
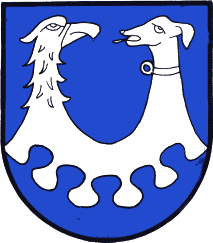
Geier und Hund (Höf-Präbach, Österreich)

### Gliederfüßer
Gliederfüßer, unter diesen vor allem Insekten, sind nur in wenigen Arten in der Heraldik vertreten. Bienen haben besonders in der französischen Heraldik eine große Verbreitung erfahren. Geschuldet war es der napoleonischen Heraldik, die versuchte, die Lilie in den Wappen durch Bienen zu ersetzen. Auch waren sie ein Unterscheidungsmerkmal für die „guten Städte“ der Zeit. Von den Bienen abgesehen, haben andere Kerbtiere keine große Verbreitung in der Heraldik erreicht. So sind spärlich Ameisen und Fliegen verbreitet. Auch die Schönheit von Schmetterlingen hat nichts an der beschränkten Darstellung geändert. Das Wappen der Seidenindustrie zeigt einen Seidenspinner.
Beispiele:

Grashüpfer
Bienen
Fliegen
Nonne
Libelle
Ameise
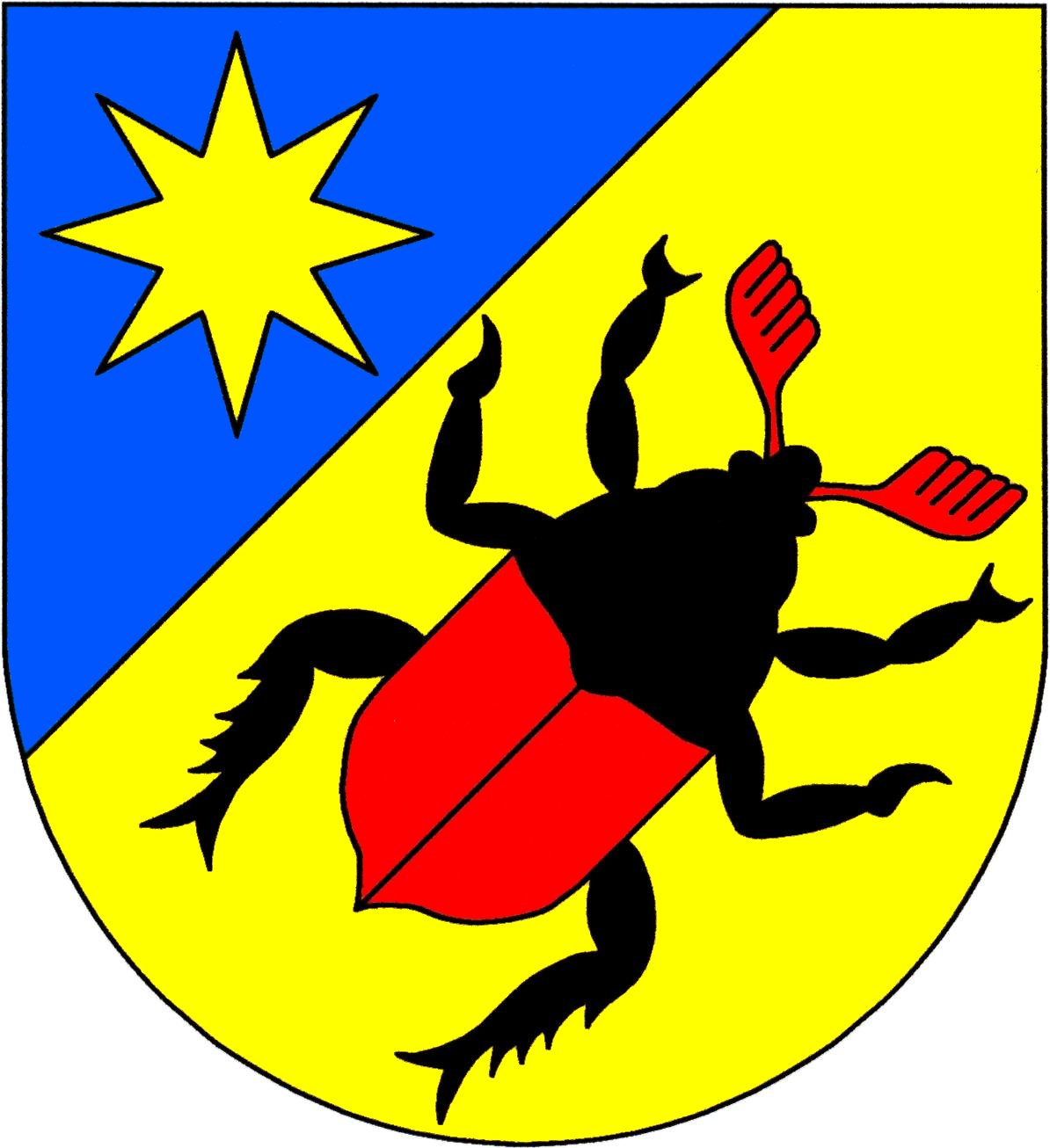
Käfer
Schmetterling

Weitere Beispiele:

Noch seltener sind Spinnentiere. Auch der Skorpion im Wappen ist ein seltenes Wappentier.

Spinne
Spinnennetz
Skorpion
Skorpion

## Mineralogisches und Fossilien

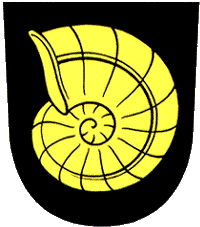
Ammonit (Bronschhofen, St. Gallen)

Steine finden sich als Wappenbild. Neben dem Feldstein finden sich im Besonderen der Kristall (in Form des Bergkristalls) und der Diamant (in diversen Schliffen dargestellt). Daneben wird der Edelstein auch als Facettenraute oder geschliffene Raute blasoniert.
Fossilien als gemeine Figuren sind selten anzutreffen. Nur wenige Formen von Versteinerungen eignen sich für eine allgemein erkennbare Symbolik. Überwiegend werden Ammoniten dargestellt, daneben Trilobiten als wichtige Leitfossilien des Paläozoikums. Die Anwendung ist der jüngeren Zeit zuzuschreiben, als bodenkundliche Untersuchungen größeres Gewicht in der Wissenschaft erlangten.

## Pflanzen
- Pflanzen, hierbei vor allem Blumen (Rose, Lilie) und Bäume, auch Bestandteile wie Blüten, Blätter und Früchte. Die Darstellung der Blätter geht von Einzelblatt bis zu ganzen Kränzen.
- Bei der Weinrebe ist die Verschlingung der Ranken heraldisch besonders attraktiv. Die Traube wird in Farbe oder Metall dargestellt. Anordnung im Wappenschild oder Feld kann einzeln, zwei über eins, nebeneinander oder strahlenförmig aus der Mitte sein. Von den unauffälligen Pflanzen hat der Klee, insbesondere das Kleeblatt in die Heraldik Einzug gehalten. Als Einzelblatt oder als Teil von Kreuzen und Wappenschnitten ist es anzutreffen.
- Weitere häufig verwendete, stilisierte Blätter sind das Lindenblatt, das Seeblatt, das Eichenlaub und das Nesselblatt, das wegen seiner den Schild füllenden Form nicht eindeutig den Heroldsbildern oder gemeinen Figuren zuzuordnen ist.
- Der Palmwedel wird im Wappenschild, oft durch Figuren gehalten, aber auch um den Schild gelegt und als Helmzier verwendet. Der Palmwedel ist das Attribut der Märtyrer.

### Bäume
Zu den häufig gewählten Bäumen sind starke Eichen, alte ehrwürdige Linden, Buchen und Ahorne mit ihrer charakteristischen Blattform zu zählen. Wird der Baum mit Wurzeln dargestellt, dann ist er „ausgerissen“. Dies lässt eine andere Farbe für die Wurzeln zu. Auch Baumstümpfe sind in der Heraldik beliebt.
Die Doppeleiche hat stilisiert in die Heraldik Einzug gehalten. Der Baum verfügt über zwei Stämme, die oft im unteren Teil zusammengewachsen sind (Zwiesel) und eine gemeinsame Krone bilden.

### Andere Pflanzen

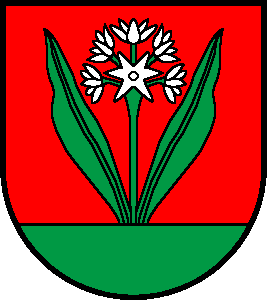
Bärlauch
Buchs
Erika
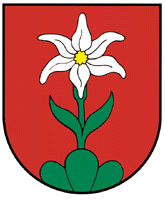
Feuerlilie
Fieberkleestängel
Flachs
Korngarbe
Hanfstängel
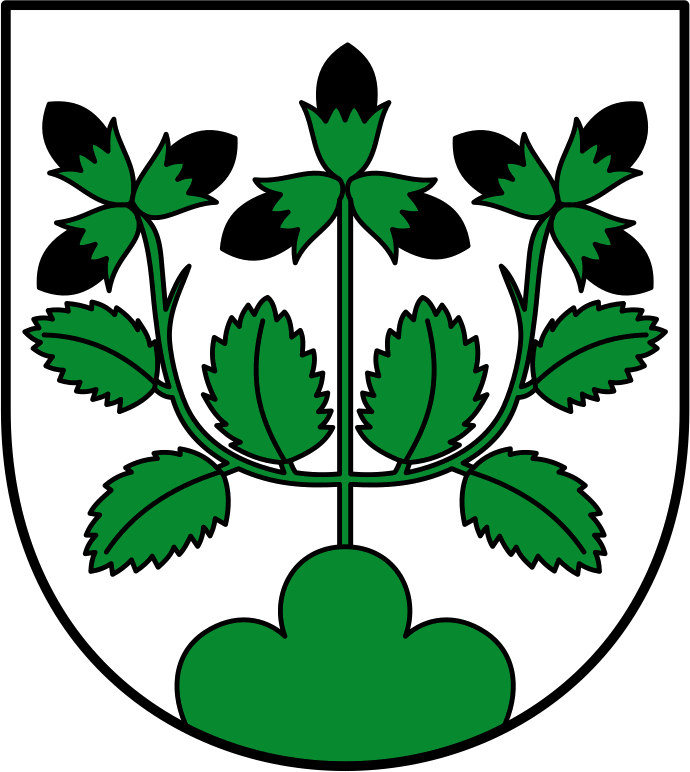
Hasel
Holunder
schlingenförmig gebogener roter Lindenzweig mit roten Lindenblättern
Maiglöckchen
Mohn
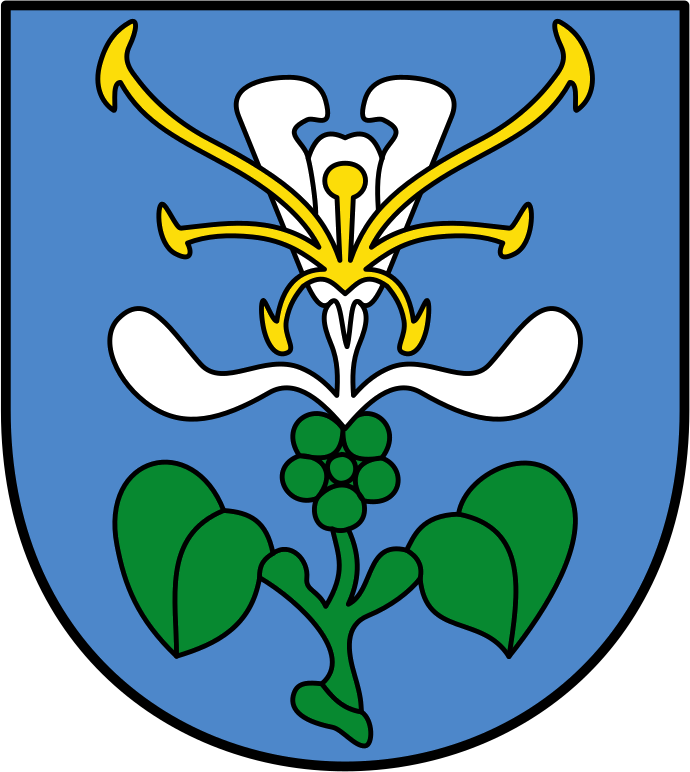
Geißblatt
Birke und Moosbeere
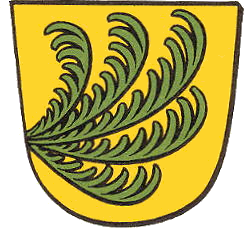
Palmwedel
Reben
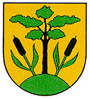
Rohrkolben
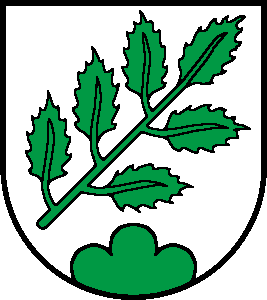
Stechpalme
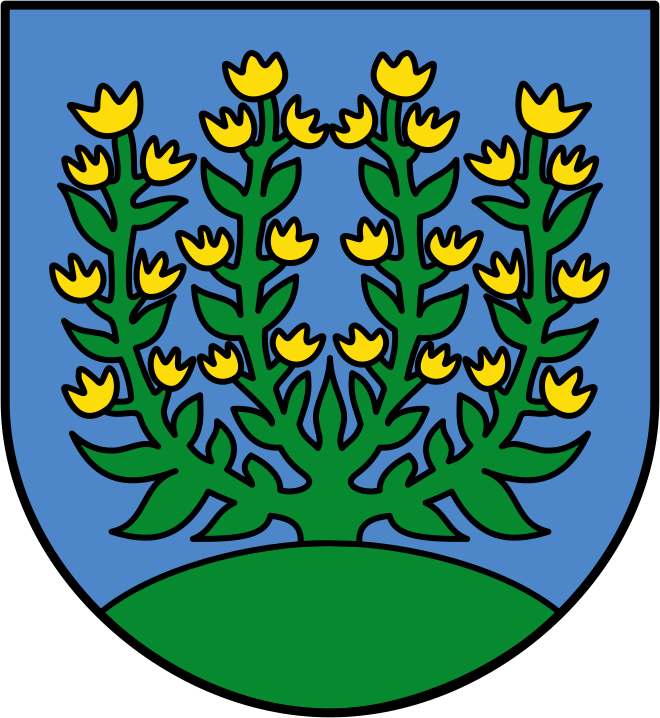
Ginster
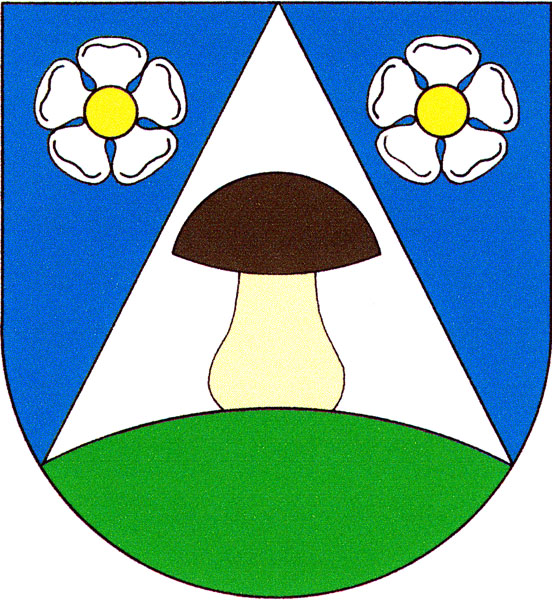
ein Pilz mit braunem Hut

### Blüten und Früchte

Apfel
Blüte
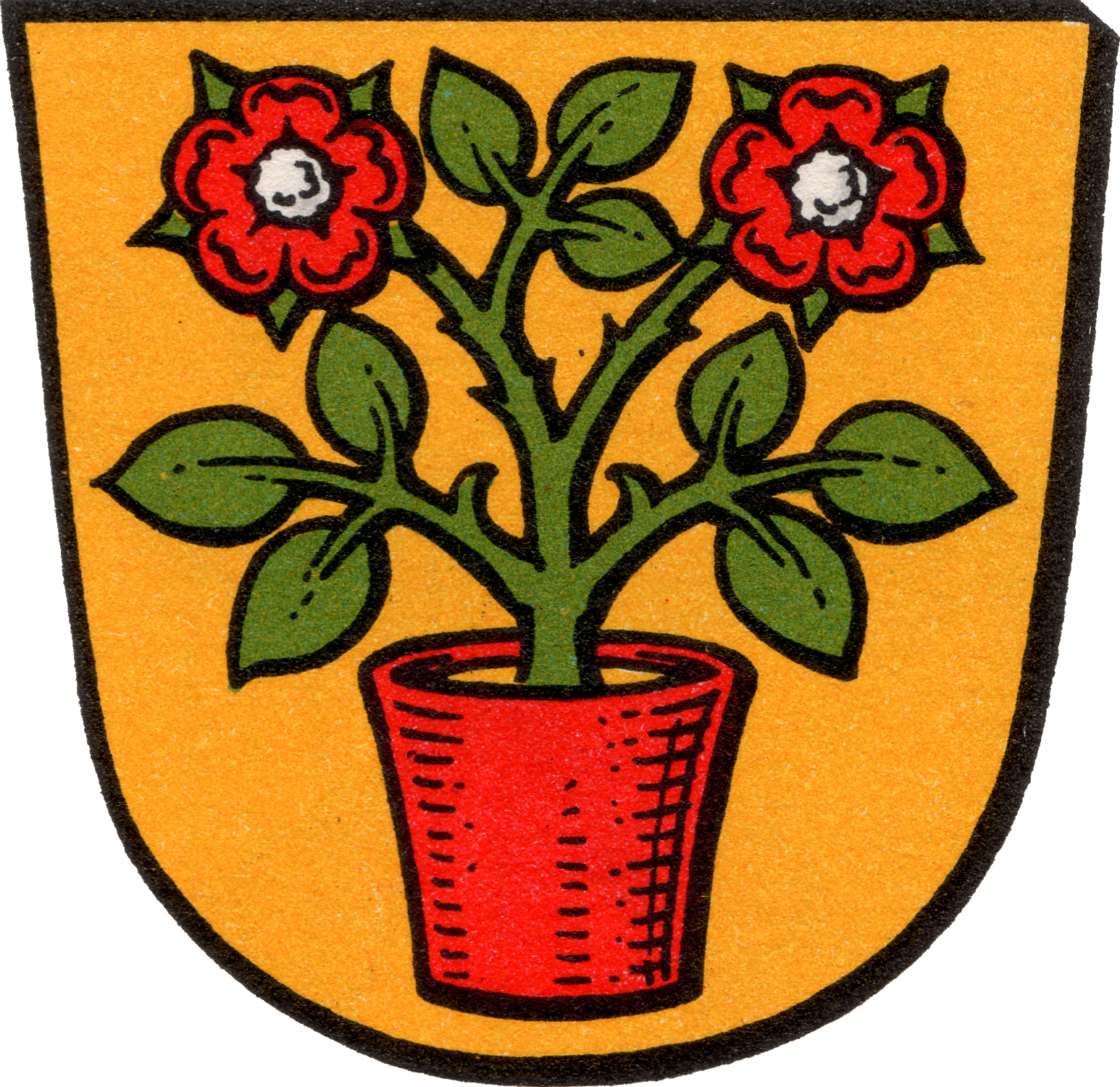
Kemel mit zwei Rosenblüten im Blumentopf
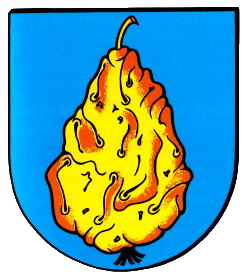
goldbraune Hutzel (Dörrbirne) oder Kletze
Erdbeere
Kirsche
Granatapfel
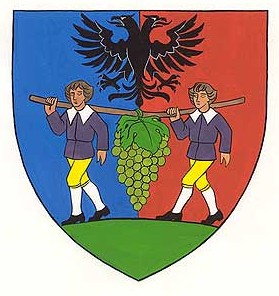
Träger mit Kalebstraube

### Stilisierte Pflanzen

Stamm mit Aststummeln
Bärlauchblüte
Klee und Kreuz
Lilie
Lilienzepterstern
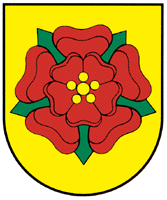
Rose
Weinrebe

## Gegenstände
- Gegenstände in Form aller Arten von Alltagsgerät (Waffen, Werkzeuge, Haushaltsgeräte), oft in Form von Attributen Heiliger, z. B. ein oder zwei Schlüssel für den heiligen Petrus, aber auch Insignien wie Kronen, Zepter, Bischofsstäbe.
- Wendelring: Der Ring ist ein Fund aus der Hallstattzeit und entstammt einem Grab in Oberhausen. Orte, die diesen Ring im Wappen führen, sind neben Oberhausen noch: Bonefeld, Hecken (Hunsrück), Oberhausen bei Kirn. Besondere Ausführungen im Königsgrab von Seddin.

### Waffen
Siehe auch Pfeil und Bogen, Schwert (Heraldik), Armbrust (Heraldik), Stangenwaffe (Heraldik)
- Der Steigbaum ist eine mittelalterliche Leiterform für das Kriegshandwerk mit nur einem Holm und beidseitigen Sprossen. Sehr selten im Wappen. Beispiel ist die Gemeinde Löwenberger Land.
- Richtrad mit Schwert deutet die Gerichtsbarkeit an. Das Rad diente der Strafe durch Rädern und das Schwert verkürzte das Leben. Dieses Zeichen ist durch die damit verbundene Henkerei nicht sehr beliebt in Wappen. Berlin-Weißensee zeigte es als Stadtbezirkswappen mit der Berliner Mauerkrone.

Keule
Muskete
Fasces oder Liktorenbündel
Bär mit Hellebarde
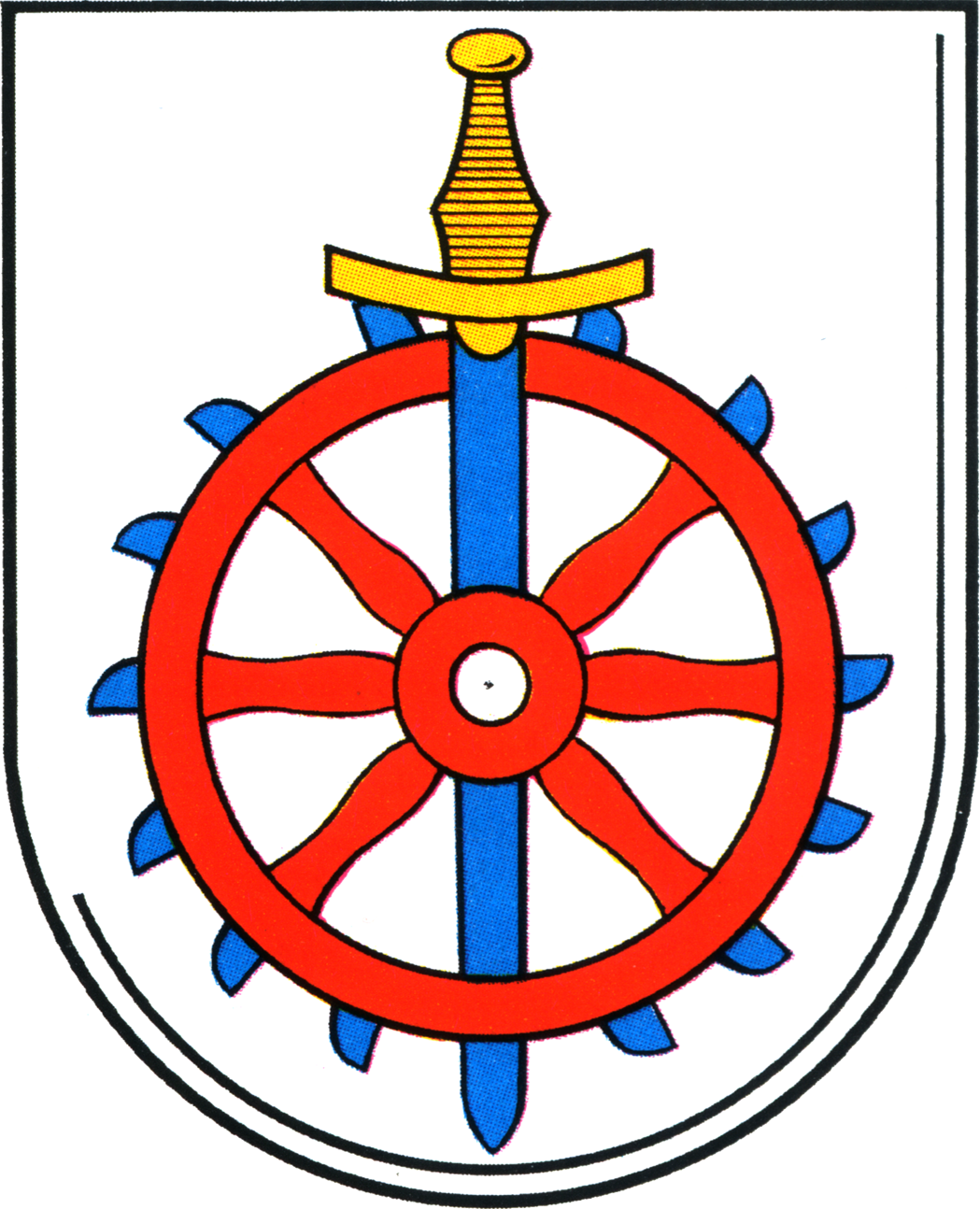
Richtrad mit Schwert
Schwert und Lanze
gekreuzte Schwerter
schräggekreuzt Morgenstern und Hellebarde
Hellebarde
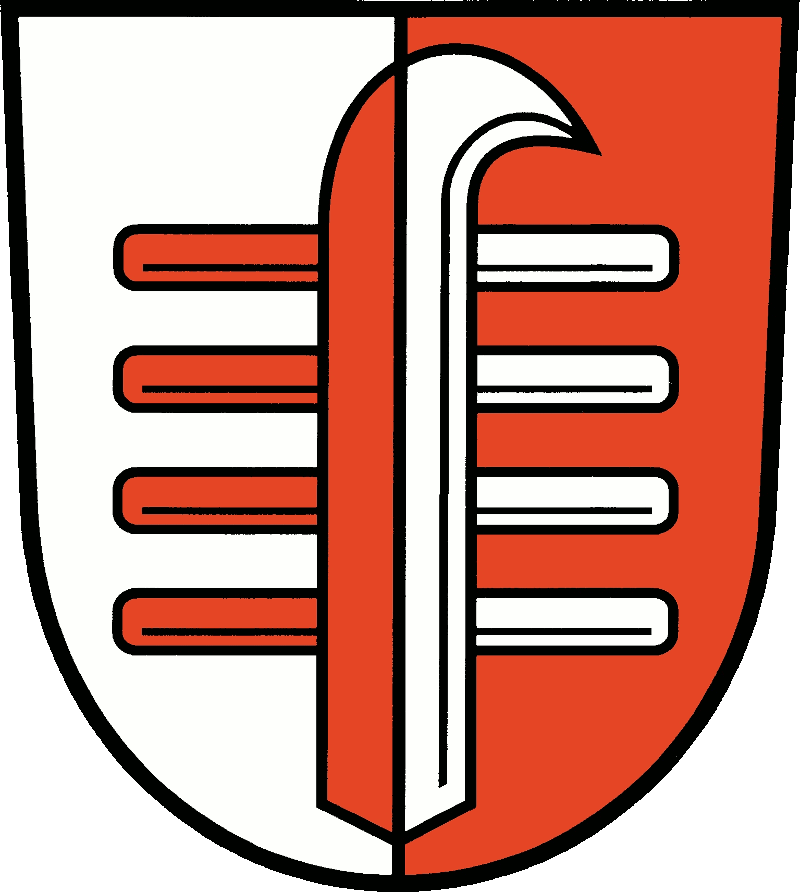
Steigbaum in verwechselten Farben
Armbrustjoch

### Insignien
Einige Wappen, vor allem im deutschen Sprachraum, verwenden Insignien als Wappenfigur. Oftmals geschieht dies aufgrund der Vergangenheit als freie Reichsstadt oder freies Reichsdorf des römisch-deutschen-Kaiserreiches.

Sporn
Schlüssel
Reichsapfel
Reichsadler (siehe auch Reichsstadt#Heraldik)

### Bekleidung
Siehe auch: Schuh und Stiefel, Gugel (Kleidung), Spange (Heraldik), Hut (Heraldik), Helm (Heraldik) sowie Wappenmantel
Viele Bekleidungsstücke treten häufiger im Wappenschild auf. Dazu gehören das Schuhwerk, Handschuhe und andere Kleidungsstücke. Geharnischte Beine, aber auch Arme werden als Panzerbein und Panzerarm bezeichnet. Ist die Hand mit Rüstungsteilen bekleidet, ist es eine geharnischte Rechts- oder Linkshand. Alle Formen sind auch als Dreibein oder Triquetra in Wappen zu finden.

Gurtschnalle
Handschuh (im Wappen von Hendschiken)
Handschuh, siehe auch Herren von Handschuhsheim
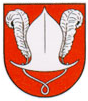
Helm (Morion)
Helm mit Oberwappen (im Wappen von Kirtorf)
Mantel, Gemeinde
Meierhut
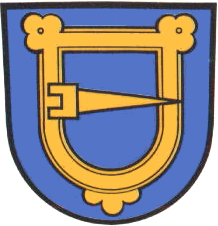
Sporenschnalle
Sturmhut
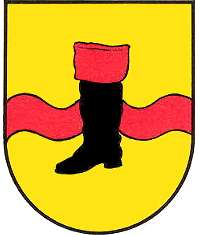
Stiefel
Lederhose

### Musikinstrumente
- Im Wappen werden viele Musikinstrumente als Bild gewählt. Wichtig sind Geige, Harfe, Orgel, Trommel und Blasinstrumente wie bei Horn aufgezählt: Hifthorn, Posthorn, Jagdhorn  und Dudelsack. Letzterer wird hier auch gespielt.
- Die Hörner sind möglichst in Gold oder Silber. Trageriemen beim Hifthorn sind andersfarbig und drapiert. Kordeln und Quasten am Posthorn sind auch hervorgehoben, siehe Liste. Bei vielen läuft die Instrumentenform in einem „Spaßkopf“ aus. So kann der Geigenhals eine Gesichtsform annehmen.
- Eine goldene Harfe in der britischen Königsflagge ist mit einem geflügelten nackten Frauenkörper nach rechts sehend mit dem Instrument verschmolzen.

Fidel
Glocke
Harfe
Harfe mit Fratzen
Hifthorn
Kantele
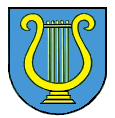
Leier
Notenschlüssel als Musikzeichen
Orgelpfeife
Posthorn

### Landwirtschaft und Werkzeuge
- Von den landwirtschaftlichen Geräten ist der Pflug und die Egge in stilisierter Form im Schild zu finden. Häufig begnügt sich der Wappenträger nur die Pflugschar im Wappen zu führen. Der Teil des Pfluges wird gerne einzeln, paarweise, zwei zu eins oder pfahlweise, balken- oder schragenweise im Schild dargestellt.
- Beim Kleinwerkzeug wird alles verwendet. So sind die Sichel, Sense und Scheren sowie Axt und Messer eine willkommene gemeine Figur.
  - Als Zeichen des Bergbaues sind Schlägel und Eisen in vielen Wappen der Kohle- und Erzreviere anzutreffen. Sie zeugen von schwerer Arbeit, aber auch vom wirtschaftlichen Erfolgen, die sich aus der regionbestimmenden Tätigkeit ergab. Die Zeichen (Schlägel und Eisen) werden dem Schürfgut oft angepasst. Für die Heraldik unbedeutend. Es lassen sich auch Wappen finden, in denen Symbole für bestimmte Fördergüter verwendet wurden. Diese sind vom Wissenschaftler Michail Lomonossow und Dmitri Winogradow entwickelt worden. Beispiel ist der Kreis mit einem waagerechten „Faden“ durch den Mittelpunkt (zum Beispiel im Wappen von Bachmut). Er steht für Salz, hat aber auch die Bedeutung eines alten Hohlmaßes, das Sester.
  - Erntekörbe mit Früchten, Weinfässer und Kannen sind nicht selten. Kannen werden von Lebewesen gehalten oder wie Füllhörner ausgeschüttet. Aber auch Füllhörner selbst (Wappen von Hengelo/NL.)
  - Hammer und Sichel fanden und finden für politisch betonte Wappen Verwendung. Beispiel: die DDR und die Sowjetunion einschließlich anderer Staaten in ihrem Machtbereich. Die Kombination mit anderen Elementen (Kornähren, Zirkel, Zahnrad, Hacke, Kalaschnikow und weitere) hat diese Heraldik geprägt. Die gleichen Elemente waren auf Flaggen abgebildet. Gekreuzt miteinander stellen Hammer und Sichel ein Symbol für den Kommunismus dar. Getrennt finden sie sich in den zwei Klauen des österreichischen Adlers und bilden mit der Mauerkrone eine Dreiergruppe.
  - Hufeisen finden sich in vielen Wappen, da sie als Glückssymbol gelten. Sie werden mit der offenen Seite (Stollenseite) nach unten dargestellt, andernfalls sind sie „kopfstehend“ oder „gestürzt“. Als „benagelt“ werden sie beschrieben, wenn die Hufnägel sich farbig vom Eisen unterscheiden. Hufeisen werden auch gerne mit anderen Heroldsbildern „belegt“ oder „besteckt“.
  - Reute ist ein Werkzeug zur Rodung von Wald.
  - Kuheisen: Früher wurden bei Wiederkäuern oft die äußeren Klauen mit besonderen Eisen beschlagen, zum Schutz vor zu großer Abnutzung. Um Amt Menden (Sauerland) führen viele Orte das Kuheisen in ihren Wappen.
  - Bütte
- Handwerker oder Bauern selbst finden sich als Figur, so in Blaufelden

Angelhaken
Anker
Bärentatzen, Wolfsangel, Schlägel und Eisen (Wappen von Altenau)
Bohrer
Breitaxt
Gelte
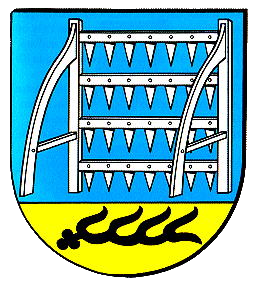
Egge
Getreidehiste
Spitzhacke und Handfäusteln
Hammer
Hammer und Sichel
Harke
Hartschiermesser oder Pflugmesser
Hechel
Hufeisen
Leiter
Netznadel
Messer
Pflugschar
Pflugschar und Rebmesser
Pflug
Propeller
zwei kreuzgelegte Reuten
Ruder
Salzkufe
Sapie, rechts oben
Schafschere
Bergmannsschlägel
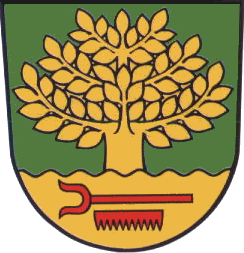
Seifengabel und Rosskamm im Schildfuß
Sensen
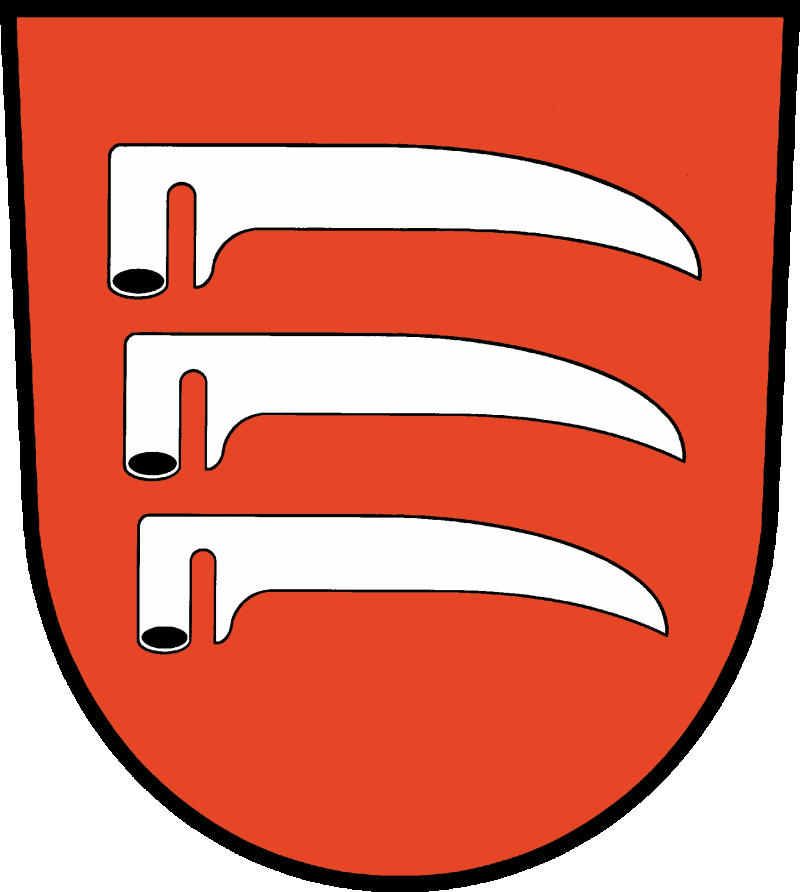
Sensenblätter
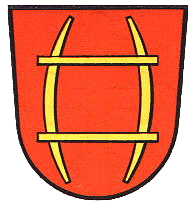
Weinleiter oder Raste
Wolfsangel
Holzpackzange
Kuheisen im unteren Schild
gekreuzte Salzhaken
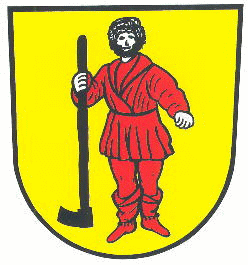
Bauer, mit Rodehacke

### Sonstige Geräte

Anker, Ruder und Stachel
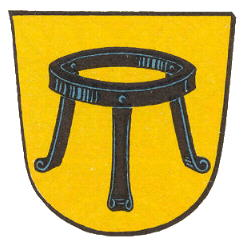
Dreifuß
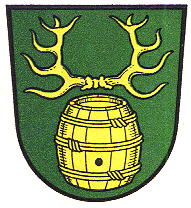
Fass
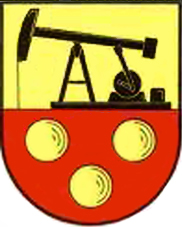
Erdölförderpumpe
Grundwasserpumpe (siehe auch Brunnen in der Heraldik)
Kehrnagel
Kelch (siehe auch Religiöse Symbole in der Heraldik)
Kegel
Kesselring oder Hafte
Kirchenspange
Nadel und Faden
Ringe
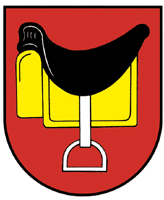
Sattel
verknotetes Seil
Sester
Waage
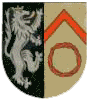
Wendelring
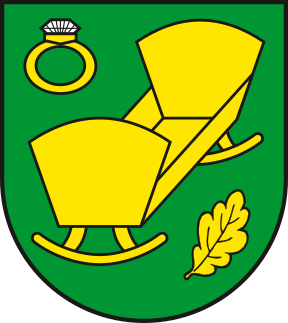
Wiege
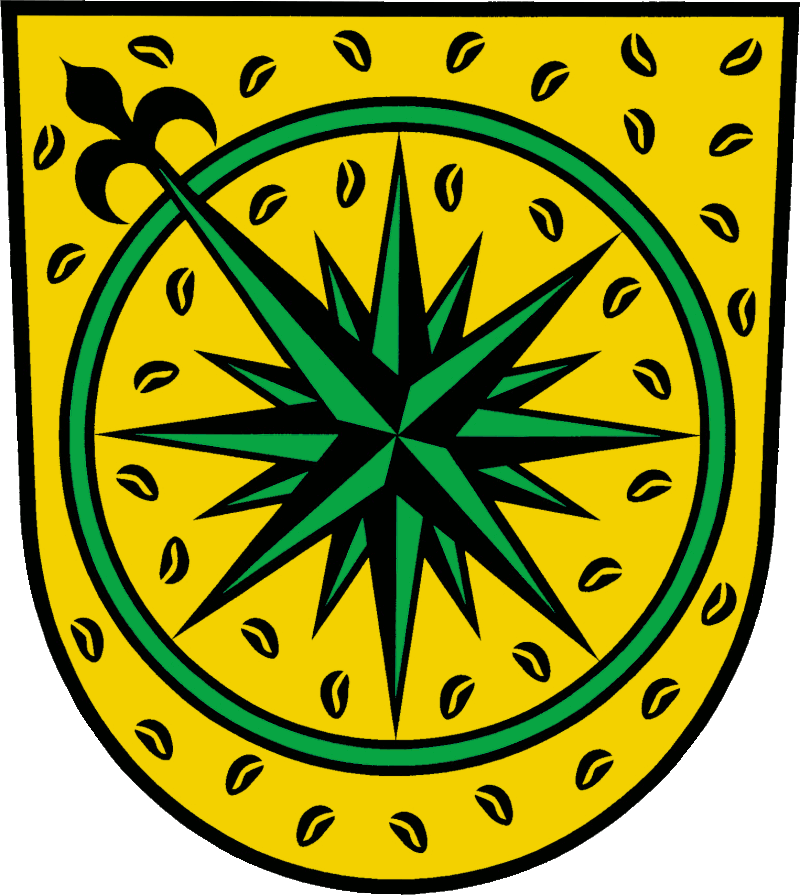
Windrose
Zirkel

### Fahrzeuge und Räder
Fahrzeuge, dabei vor allem Wasserfahrzeuge wie Schiffe und Boote, selten Land-, Luftfahrzeuge oder Eisenbahnsymbole.

Fährschiff (Bonn-Beuel)
Wasserfahrzeug (Paris)
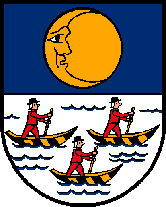
Zillen (Mondsee)
Weidling (Koblenz, Aargau)
Kogge (Wismar)
Kutsche (Kopřivnice)
Dampflokomotive (Darlington)
Flugzeug, verweist auf den Flugplatz Aachen-Merzbrück in Broichweiden
Segelflugzeug (Oerlinghausen)
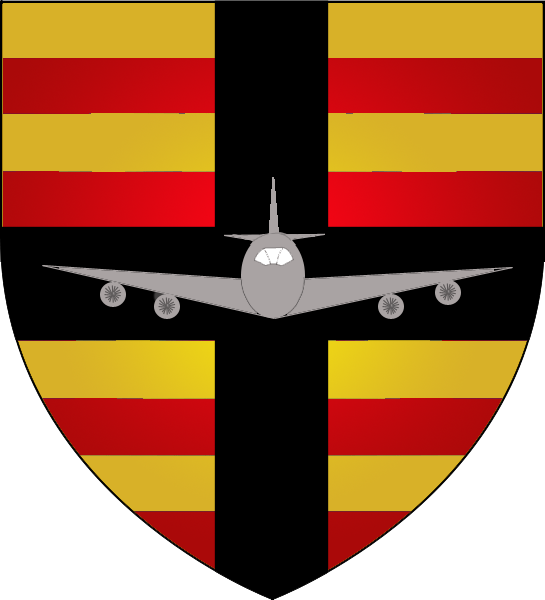
Linienflugzeug (Sandweiler am Flughafen Luxemburg)

Räder, ganze oder nur Radteile haben eine besonders weit gefächerte Bedeutung und sind in ihrem Einsatz im Wappen den anderen Wappenfiguren nicht nachstehend. Sonderformen sind etwa Richtrad und Mainzer Rad. Das Rad ist auch ikonographisches Attribut der hl. Katharina.

Rad (Neudenau)
halbes Rad (Radeberg)
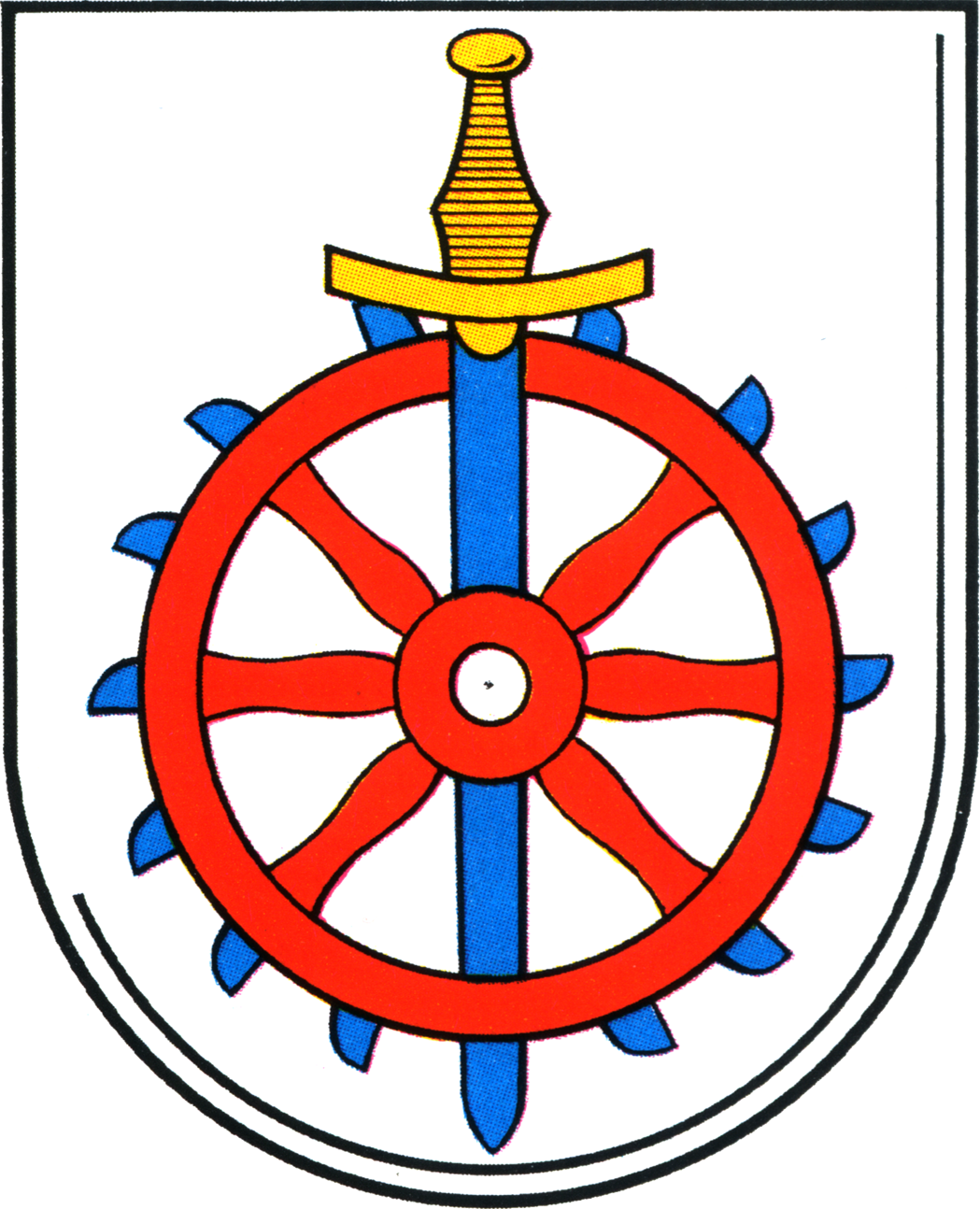
Richtrad (Berlin-Weißensee)
Mainzer Rad (Mainz)
Wagenkipf oder Wagenrunge (Kipfenberg)
Wappen von Altena mit dem Attribut der hl. Katharina
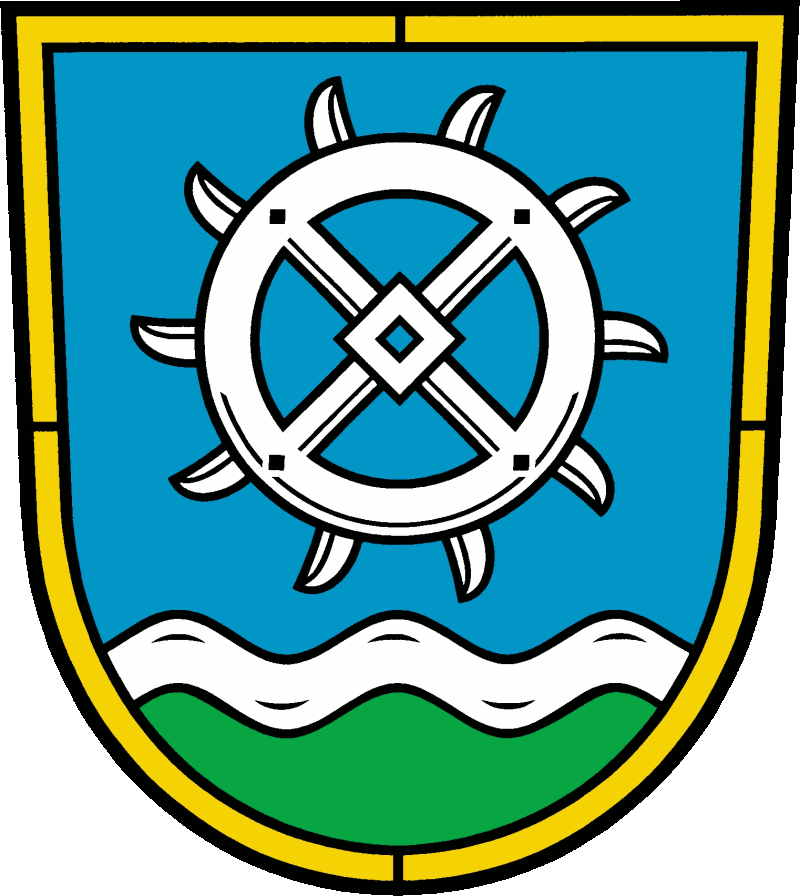
Wasserrad (Mühlenbecker Land)

## Bauwerke
- Bauwerke, vor allem sind hier Türme und Mauern von Städten sowie einzelne Bauteile wie Tore und Hausgiebel dem Abschnitt zuzurechnen.
  - Die Türme und Mauern von Städten, in der Heraldik zusammengefasst unter Burg, dienen zur Symbolisierung der politischen Eigenständigkeit und Wehrhaftigkeit gegenüber fürstlichen Machtansprüchen. Es lassen sich darüber hinaus Gruppen bilden: Burgen, Einzeltürme und Säulen, Mauern, Kirchen und Brücken.
  - Viele Wappen haben Brunnen abgebildet. Häufig sind dies Kurorte oder es liegt der Status eines Bades vor. Die Wappenbeschreibung gibt Hinweise.
  - Küstennahe Orte zeigen im Wappen oft einen Leuchtturm.
  - Als altes Bauwerk und Fabrikgebäude haben Mühlen als Wind- und Wassermühle im Wappen ihren Platz gefunden. Vor allem sind die Einzelteile wie Mühlstein, Mühleisen und Mühlrad beliebt.
  - Besonders ausgefallene Beispiele liefern Nordkorea und Kleinmachnow, welche ein Wasserkraftwerk nebst Hochspannungsmast bzw. eine Schleuse im Wappen führen.
  - Das Wappen von Dollbergen führt auf der rechten Seite die Destilliertürme einer Erdölraffinerie, welche zusammen mit der Kartoffelstaude auf der linken Seite den Übergang vom Bauern- zum Industriedorf symbolisieren sollen. Greppin zeigt einen Kühlturm.
  - Öfen

stilisierter Eisenbahnviadukt von Altenbeken
Brunnen
Brunnen
Brücke
Autobahnbrücke
Haus
Mauer
Windmühle
Tor
Burg
Kirche
Wasserkraftwerk mit Strommast
Schleuse
Turm
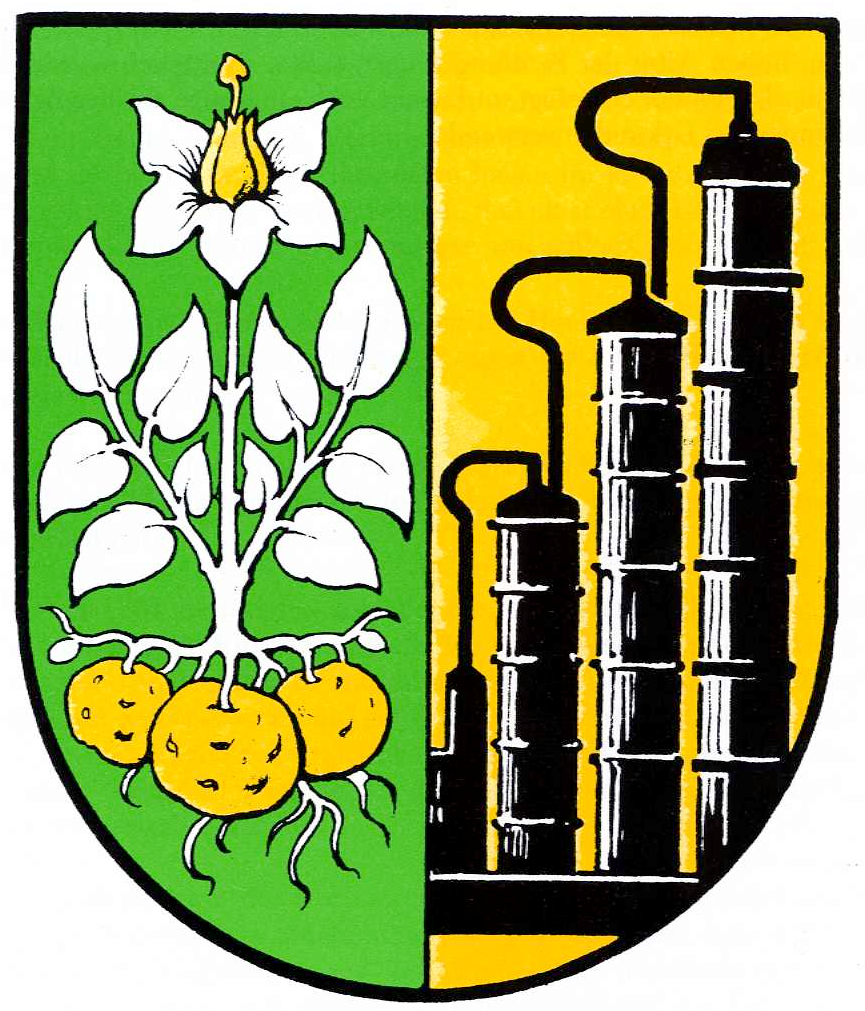
Destilliertürme einer Erdölraffinerie
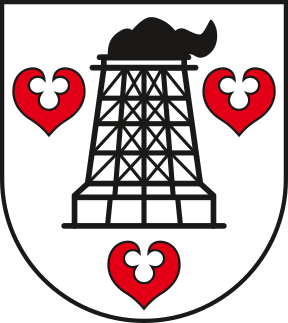
Kühlturm

## Landschaft

### Berge und Flüsse
Landschaftsbestandteile, meist als Berge, wie der Dreiberg oder Flüsse, die als Wellenschnitte mit anderen Darstellungselementen kombiniert werden.

Berg und Fluss
Hügel mit Tannen
Rotes Wasser
zwei Berge mit See
natürlicher dreispitziger Berg
dreispitziger Berg
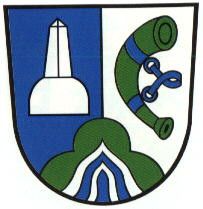
Dreiberg, Obelisk (Dreistromstein) und Quelle

## Astronomische Objekte
Astronomische Objekte sind meist Monde und Sterne, seltener die Sonne, Planeten oder Kometen.

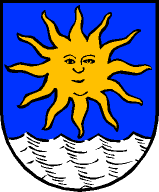
Sonne
Mond
Mondsichel und Sterne
Komet
Stern

Siehe auch Zeichen für die Symbole der astronomischen Objekte in ihrer Bedeutung der Alchemie

## Meteorologische Erscheinungen
Hierzu werden die stilisierten wetterbedingten Erscheinungen Wolke, Regenbogen, Wind und Blitz gezählt. Die ersten beiden Genannten können, wenn sie den Schildrand berühren, auch als Heroldsbild im Wappen sein. Das Heroldsbild Wolke wird als feldfüllendes (hier als Tinktur) oder schnittbildendes heraldisches Muster verwendet. Der Blitz wird in neueren Wappen auch als Symbol für die Elektro-Industrie genommen. Die Verwendung der meteorologische Erscheinungen ist in der Heraldik gering.

Wolke
Regenbogen
Wind
Blitze
Schneeflocke

## Religion im Wappen

### Kreuze
Favoriten sind Kreuze als Symbol. Ein heraldisches Kreuz gilt als gemeine Figur, wenn es frei im Schild steht. Wenn die Arme den Schildrand berühren, ist es aber als Heroldsbild zu betrachten.

## Zeichen

### Alchimistische Zeichen und Planetensymbole
Alchimistische Zeichen hatten in der Vergangenheit in der Heraldik zwei verschiedene Bedeutungen. Einmal fanden sie Anwendung zur Kennzeichnung von heraldischen Tinkturen, und zum anderen wurden sie als gemeine Figur im Wappenschild verwendet. Die auch als Geschlechtszeichen gedeuteten Wappen sind in der Finnischen Heraldik häufig.
Statt Schraffuren wurden auch die Symbole der Planeten verwendet. Etwa um 1600 verwendete diese Zeichen der Engländer Speelmann.

Venus für Grün
Merkur für Purpur und Quecksilber
Mars für Rot und Eisen
Jupiter für Blau und Zinn
Sonne für Gold
Saturn für Schwarz
Mond (zunehmend) für Silber

Das sind die üblichen Farbzuschreibungen des alchimistischen Gebrauchs, wie sie in dieser Zeit allgemein üblich waren, mit Ausnahme von Merkur (Quecksilber), der üblicherweise Glanz repräsentiert – nach den frühen Farbtheorien als solches nicht von den Farben unterschieden. Hier war ihre Funktion in symbolischer Weise dem Wappen eine gewollte Bedeutung mit knappen Mitteln zuzuordnen. Zur Verwendung in Wappen fanden die Planetenzeichen und Sternzeichen der Astrologie eine Verbreitung. So sind die Zeichen für Feuer, Wasser, Luft und Erde, aber auch für Seife (Raute) oder Wachs (Kreuz mit Loch) oder Essig (X) nicht im Wappen zu finden, aber die Zeichen für abbaubare Metalle und Stoffe (Eisen, Kupfer, Schwefel, Silber (Halbmond), Blei und Salpeter (hochgestellte Ellipse mit senkrechten Strich) sind im Wappen beliebt.
Glyphen sind selten. Die Planetenmetalle und Elementsymbole sind weiterführend.

Erde (Maschwanden, Zürich)
Salz (Rastatt-Plittersdorf)
Eisen; Mars (Kiruna)
Quecksilber; Merkur (Stahlberg)
Phosphor; (Staatswappen von Nauru)
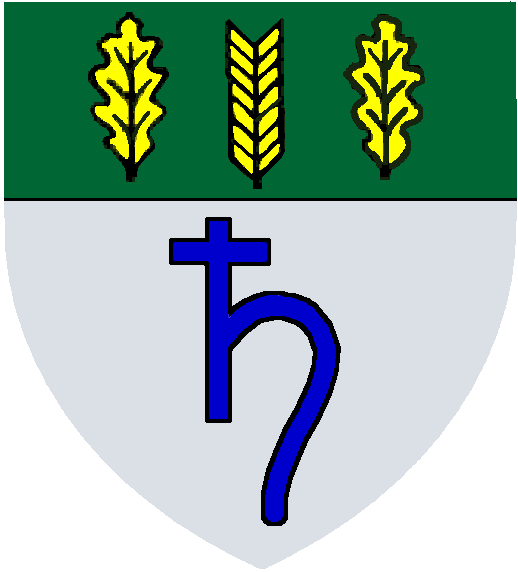
Blei (Bad Wünnenberg-Bleiwäsche)
Kupfer (Røros)
Eisen (Rautalampi)

Der Ortsbezirk Mainz-Lerchenberg nahm das damalige Logo des ZDF (eine römische Zwei mit einem stilisierten Augenpaar) in das Wappen auf, um die Verbundenheit mit dem Sender zu unterstreichen. Damit dürfte es sich um das weltweit einzige Wappen mit dem Logo eines Fernsehsenders handeln.

### Buchstaben und Zahlen
Buchstaben und Zahlen erscheinen manchmal nicht nur als Wahlspruch, sondern im Schild selber.

1858 (Chabarowsk)
Mainz-Lerchenberg

### Hausmarken
Hausmarken oder Hofmarken findet der Heraldiker im Wappenschild und auch als Zierde des Helmes. Hierzu zählen insbesondere Giebelbretter. Die Grundsymbole umfassen etwas über 60 Elemente. Diese werden nach allen Möglichkeiten kombiniert, so dass es eine Vielzahl von Zeichen gibt. Sie folgen in der Blasonierung den gültigen Regeln und sind auch in allen heraldischen Tinkturen vertreten.

in Silber eine rote Hausmarke in Form eines Doppelhakens mit drei Mittelstreben (Mittelkreuzsprossen) (Ebenau)
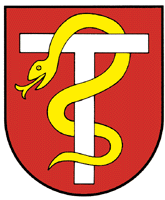
T-Kopfschaft (Kopfbalken) mit Schlange (Lachen, Schwyz)
In Grün ein goldenes Gitterkreuz aus sechs Rauten (Großsolt)
In Gold ein schwarzes Gemarkungszeichen (Bobenheim am Berg)
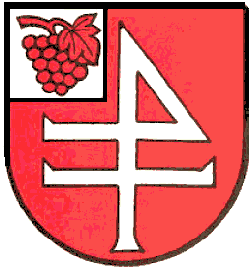
Vierkopfschaft (linksgewandt) mit Mittelstrebe (Grantschen)
(Aichwald)
(Magland)
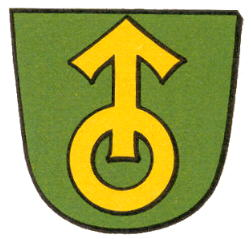
(Frankfurt-Eckenheim)